# Veštačka inteligencija u fikciji
Veštačka inteligencija je česta tema u naučnoj fantastici, bilo utopijska, koja naglašava potencijalne koristi, ili distopijska, koja naglašava opasnosti.
Pojam mašina sa ljudskom inteligencijom datira barem iz romana Irivhon Semjuela Batlera iz 1872. godine. Od tada, mnoge naučnofantastične priče su predstavile različite efekte stvaranja takve inteligencije, često uključujući pobune robota. Među najpoznatijim od njih su Stenli Kjubrikov rad iz 1968. godine 2001: Odiseja u svemiru sa svojim ubilačkim kompjuterom HAL 9000, u kontrastu sa benignijim R2-D2 u Ratovima zvezda Džordža Lukasa iz 1977. i istoimenim robotom u Piksarovom 2008 WALL-E.
Naučnici i inženjeri su primetili neverodostojnost mnogih scenarija naučne fantastike, ali su pominjali izmišljene robote mnogo puta u istraživačkim člancima o veštačkoj inteligenciji, najčešće u utopijskom kontekstu.

## Pozadina
Pojam naprednih robota sa ljudskom inteligencijom datira barem iz romana Irivhon Semjuela Batlera iz 1872. godine. Ovo se oslanjalo na njegov raniji (1863) članak, Darvin među mašinama, gde je pokrenuo pitanje evolucije svesti među mašinama koje se samorepliciraju i koje bi mogle da potisnu ljude kao dominantnu vrstu. O sličnim idejama su raspravljali i drugi otprilike u isto vreme kada i Batler, uključujući Džordža Eliota u jednom poglavlju njenog poslednjeg objavljenog dela Impresije Teofrasta Sača (1879). Stvorenje iz Frankenštajna Meri Šeli iz 1818. takođe je smatrano veštačkim bićem, na primer od strane autora naučne fantastike Brajana Oldisa. U klasičnoj antici zamišljana su bića koja su imala bar malo inteligencije.

## Utopijske i distopijske vizije
Veštačka inteligencija je inteligencija koju demonstriraju mašine, za razliku od prirodne inteligencije koju pokazuju ljudi i druge životinje. To je stalna tema u naučnoj fantastici; naučnici su je podelili na utopijsku, ističući potencijalne koristi, i distopijsku, naglašavajući opasnosti.

## Literatura
- Goode, Luke (30. 10. 2018). „Life, but not as we know it: A.I. and the popular imagination”. Culture Unbound. Linkoping University Electronic Press. 10 (2): 185—207. ISSN 2000-1525. S2CID 149523987. doi:10.3384/cu.2000.1525.2018102185 .
- Lucas, Duncan (2002). Body, Mind, Soul—The'Cyborg Effect': Artificial Intelligence in Science Fiction (thesis). McMaster University (PhD thesis). hdl:11375/11154.
- Mubin, Omar; Wadibhasme, Kewal; Jordan, Philipp; Obaid, Mohammad (2019). „Reflecting on the Presence of Science Fiction Robots in Computing Literature”. ACM Transactions on Human-Robot Interaction. 8 (1). Article 5. S2CID 75135568. doi:10.1145/3303706 .
- Solarewicz, Krzysztof (2015). „The Stuff That Dreams Are Made of: AI in Contemporary Science Fiction”. Beyond Artificial Intelligence. Topics in Intelligent Engineering and Informatics. 9. Springer International Publishing. стр. 111—120. ISBN 978-3-319-09667-4. doi:10.1007/978-3-319-09668-1_8.
- Wiegel, Alexander (2012). „AI in Science-fiction: a comparison of Moon (2009) and 2001: A Space Odyssey (1968)”. Aventinus.

## Spoljašnje veze
- AI and Sci-Fi: My, Oh, My!:Keynote Address by Robert J. Sawyer 2002
- AI and Cinema - Does artificial insanity rule? by Robert B. Fisher